# باورشل
باورشل (بالإنجليزية: Powershell)‏ (يتضمن ويندوز باورشل، وباورشل كور) هو واجهة سطر أوامر من مايكروسوفت أنشئت كمحرّك لأتمتة الأوامر في نظام التشغيل ويندوز وملحقاته المختلفة من البرامج من مايكروسوفت.
يمكن من خلال كتابة الأوامر من خلال هذه الواجهة الرسومية التحكم بنظام ويندوز وملحقاته. ويفيد هذا النظام مدراء النظام (بالإنجليزية: System Administrators)‏ أكثر من المستخدمين العاديين حيث يوفّر عليهم الكثير من الجهد والوقت في بعض الأحيان أكثر من استخدامهم للواجهة الرسومية (بالإنجليزية:  GUI)‏ لبرامج مايكروسوفت.

## وصلات خارجية
- باورشيل على موقع Open Hub (الإنجليزية)
- الموقع الرسمي